# 앨리 미샤카
앨리 미샤카(Aly Michalka, 1989년 3월 25일 ~ )는 미국의 배우이자 가수이다. 동생 어맨다 미샤카와 듀오 78바이올렛을 결성하여 활동 중이다.

## 출연 작품

### 영화
- 쉐비 (2015)
- 킬링 윈스턴 존스 (2014, Killing Winston Jones)

### 드라마
- 아이 좀비 시즌 1 (2015) - 페이튼 찰스 역